# Rekatolicyzacja
Rekatolicyzacja, rekatolizacja – ruch religijno-społeczny podejmowany w celu ponownego wprowadzanie wyznania katolickiego wśród społeczności innowierczej na terenach, gdzie wcześniej obowiązywał katolicyzm. 
Termin ten ma także znaczenie ideologiczne i historyczne, oznaczające zwrot lub odebranie pod przymusem władzy na rzecz Kościoła katolickiego majątku, kościołów oraz innych obiektów życia religijnego i wyjęcie ich spod władzy i kontroli innego wyznania. 
Rekatolicyzacja rozpoczęła się w latach 60. XVI wieku formalnie od zmian wprowadzonych przez sobór trydencki, zaś praktycznie zainicjowana została między innymi zakładaniem szkół przez zakon jezuitów a nasiliła się po bitwie na Białej Górze.
Rekatolicyzacja była celem kontrreformacji i stanowiła reakcję na reformację, wprowadzała działania Kościoła katolickiego związane z kontrreformacją nurtem kształtującym w Kościele katolickim reformę życia kościelnego.  Rekatolizacja wywieranymi przez władzę środkami nacisku i przymusu na ludności innego wyznania zmuszała ich do zmiany wyznania na katolickie. Pod przymusem zabierano kościoły i inne obiekty życia religijnego należące do społeczności innego wyznania i przekazywano katolikom. Jednak należy zaznaczyć, że większość tych obiektów przed reformacją należało do Kościoła katolickiego i było mu wcześniej pod przymusem odebrane przez protestantów. W dobie kontrreformacji rekatolicyzacja prowadzona była również metodami duszpasterskimi. Zakładano szkoły katolickie nasilono działalność duszpasterską i zakonną. W ramach walki ideologicznej Kościół sięgnął po środki oddziaływania propagandowego. Wnętrza kościołów, rynki miast i miasteczek, wiejskie drogi zapełniły się kapliczkami i figurami świętych oraz maryjnymi. Z jednej strony miały utrwalić katolicyzm, z drugiej stale przypominać dysydentom „kto tu rządzi”. 
Skala zadań Kościoła katolickiego w związku z rekatolicyzacją była ogromna. Ze szczególnym nasileniem proces rekatolicyzacji był prowadzony przez katolicką dynastię Habsburgów w Austrii, na Węgrzech i Śląsku, a przede wszystkim w Czechach w okresie panowania cesarza Ferdynanda II.